# Basalt toleític
El basalt toleític o toleita és una de les dues sèries magmàtiques principals de les roques ígnies subalcalines, l'altra és la sèrie calc-alcalina. Una sèrie de magma és una gamma químicament diferent de composicions de magma que descriu l'evolució d'un magma màfic en un membre final més evolucionat i ric en sílice. Els tipus de roques de la sèrie de magma toleiítica inclouen basalt toleiítica, ferrobasalt, andesita basàltica toleiítica, andesita toleiítica, dacita i riolita. La varietat de basalt de la sèrie es va anomenar originalment tholeiite, però la Unió Internacional de Ciències Geològiques recomana que s'utilitzi el basalt toleitic amb preferència a aquest terme.

## Mineralogia
Per la seva composició es classifica com a roca magmàtica subalcalina (sobresaturada en silice) i està caracteritzada mineralógicamente per la presència de dos clinopiroxens: augita i pigeonita. Els ortopiroxenos es presenten més rarament. Entre les altres fases són abundants les plagioclases, mentre l'olivina (sovint alterada) està present només en els basalts toleítics de transició que s'emeten en els fons oceànics. Entre els minerals accessoris el més comú és la magnetita. En les roques subefusivas està sovint present també el quars en cristalls halotriomorfos interdigitats de feldespats.

## Caracterització geoquímica
Els basalts toleítics i els seus derivats (especialment les andesites toleítiques) són potser el litotip més abundant de la superfície de l'escorça. La seva gènesi s'associa generalment amb moviments extensionals tant en ambients continentals com oceànics, on defineixen les grans províncies ígnies (LIP, acrònim de l'anglès Large Igneous Provinces).
A Europa continental representen els anomenats CFB (Continental Flood Basalts), tots relacionats amb la tectònica de plaques i separació dels continents. Entre les províncies toleítiques d'aquest tipus, les més conegudes són les associades a la separació dels supercontinents Pangea i Gondwana. Aquestes inclouen la Província magmàtica de l'Atlàntic Central (estesa a Amèrica del Sud, Amèrica del Nord, Àfrica i Europa), la província de Paraná-Etendeka (Amèrica del Sud i Àfrica), els trapps de Sibèria (des de Sibèria fins a les Repúbliques Bàltiques), la província de Karoo (Àfrica) i les toleites de Ferrar (Antàrtida, Austràlia i Tasmània).
A l'escorça oceànica, les toleítas estan associades amb tres processos tectònics diferents, dos dels quals es refereixen a tectòniques extensives i un de compressiu.
Els casos d'extensió es refereixen a les toleítas de les dorsals oceàniques i les toleítas de retroarc. Els primers representen els anomenats MORB (Middle Ocean Ridge Basalts) que s'emeten quan dues plaques oceàniques divergeixen. Aquests últims s'associen amb un període extensional darrere d'un sistema orogénic arc-illa en el qual dues plaques oceàniques xoquen i una subdueix a l'altra.
El cas compressiu es refereix a les toleítes d'arc. Aquestes són basalts que generalment es formen a l'àrea anomenada pre-arc, sempre en un context arc-illa. Aquests últims litotips es distingeixen químicament d'altres basalts toleítics per mostrar un major contingut d'alúmina .
Totes les sèries de toleítes tenen origen comú, representat pel fraccionament tardà de la magnetita com a conseqüència d'una activitat reduïda (fugacitat) de l'oxigen. Aquesta situació s'interpreta com el resultat d'un alt grau de fusió per una font peridotítica pràcticament anhidra.
Atès que les toleítas químicament discriminants no són ni álcalis ni sílice, es dedueix que el quadre de classificació TAS (Total Alkali Silica) no pot discriminar basalts toleítics d'altres basalts subalcalinos.